# Верменич, Юрий Тихонович
Ю́рий Ти́хонович Верме́нич (14 августа 1934, Воронеж — 14 декабря 2016, там же) — российский исследователь джаза, историк джаза, музыкальный педагог, критик, переводчик.

## Биография
Специального музыкального образования не получил. Заинтересовался джазом в 1946 г.
В 1957 окончил радиофизический факультет Ленинградского политехнического института, после чего работал инженером на Воронежском радиозаводе (1957—1966), заведующим лабораторией ВГУ (1966—1992), ВГПУ (1992—1996). С 1964 года входил в «Группу исследователей джаза», созданную Игорем Сиговым.
Одновременно преподавал курс «История джаза» в Воронежском музыкальном училище (1974—2001), Ростовском училище искусств (1975—1995), Ростовском музыкально-педагогическом институте (1984—1986), ВГПУ.
В 1966 году создал Воронежский городской джаз-клуб, до 1990 г. неоднократно был его президентом. Организатор джаз-фестивалей в Воронеже («Воронеж-69», «Воронеж-70» и «Воронеж-71»).
Член Центрального совета Российской джазовой федерации (1986—1990), Союза литераторов России (1991), редакционной коллегии журнала «Джаз». С 1993 г. вёл еженедельную джазовую рубрику в газете «Инфа». Участник симпозиумов и жюри многочисленных джазовых фестивалей России.
До последних дней жизни жил в Воронеже. Похоронен 16 декабря.

## Творчество
Автор книг о российских джазменах, истории джаза. Его книгу «Джаз. История. Стили. Мастера» называют популярной джазовой энциклопедией.
Перевёл на русский язык более 30 книг о джазе, в том числе:
- Дерек Д. Герцог: Портрет Дюка Эллингтона. — Сибирское унив. изд-во, 2005. — ISBN 5-94087-313-8[2]
- Б. Руссо. «Композиция для джаз-оркестра».
- Д. Мехиген. «Джазовая импровизация» .
- В. Людвиг. «Школа игры на ударных инструментах в современном джазе».
- Д. Кокер. «Джазовая импровизация».

Автор более 200 статей о джазе, опубликованных в воронежской и центральной прессе.

### Избранные книги
- Верменич Ю. Т. Джаз : история. Стили. Мастера. — СПб. [и др.]: Лань : Планета музыки, 2007. — 607 с. — (Мир культуры, истории и философии). — 1500 экз. — ISBN 978-5-8114-0768-2.
  - . — 2-е изд. — СПб. [и др.]: Лань : Планета музыки, 2009. — 607 с. — 1500 экз. — ISBN 978-5-8114-0768-2.
  - . — 3-е изд. — СПб. [и др.]: Лань : Планета музыки, 2011. — 607 с. — 1500 экз. — ISBN 978-5-8114-0768-2.
- Верменич Ю. Т. И весь этот джаз. — Воронеж, 2002.
- Верменич Ю. Т. Каждый из нас.
- Верменич Ю. Т. Мои друзья — джазфэны. — Воронеж, 1990.
  - Верменич Ю. Мои друзья — джазфэны. Джаз.Ру. Дата обращения: 23 сентября 2013.
- Верменич Ю. Т. Поговорим о джазе : Размышления великих джазменов. — Ростов-н/Д: Феникс, 2009. — 381 с. — 2000 экз.- ISBN 978-5-222-14913-3[3]

## Награды и признание
- общественная премия профессионального признания «Лучшие перья России» (1999).